# Les Houches
Les Houches è un comune francese di 3 142 abitanti situato nel dipartimento dell'Alta Savoia della regione dell'Alvernia-Rodano-Alpi, nella Valle dell'Arve bagnata dal fiume omonimo.

## Storia
Nel 1951, Cécile de Witt-Morette ha creato una scuola di fisica teorica per gli studenti di dottorato francesi, che oggi fa parte de l'Università Joseph Fourier di Grenoble.

## Società

### Evoluzione demografica
Abitanti censiti